# Lushan (Jiangxi)
De Lushan of Kuanglu is een van de beroemdste bergen van China die in de provincie Jiangxi aan de oevers van de Yangtze ligt. De berg heeft een hoogte van 1474 meter. De Lushan is tevens een nationaal park van China en staat sinds 1996 op de Werelderfgoedlijst van UNESCO.
Op de noordwestelijke helling van de berg ligt de Donglintempel, de plek waar de monnik Huiyuan in 402 het Zuiver Land-boeddhisme heeft ontwikkeld. De berg komt in meer dan 4000 gedichten voor.
Op de Lushan hield Mao Zedong enkele conferenties voor hoge functionarissen van de Communistische Partij van China, waaronder de zogeheten 'Lushan Conferentie' van 1959, waar een criticus van Mao, de generaal Peng Dehuai, werd 'gezuiverd'.

## Afbeeldingen

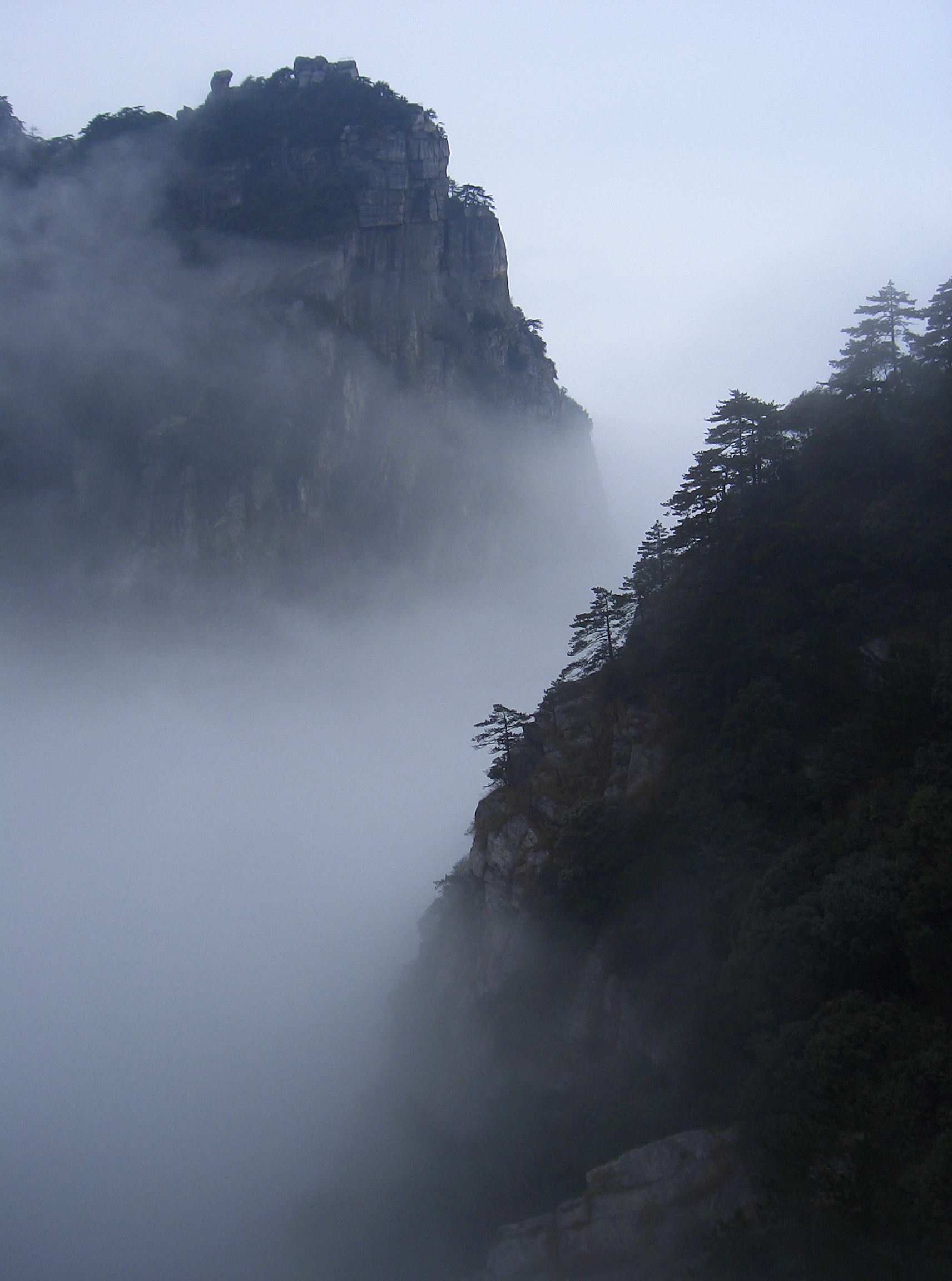
Lushan
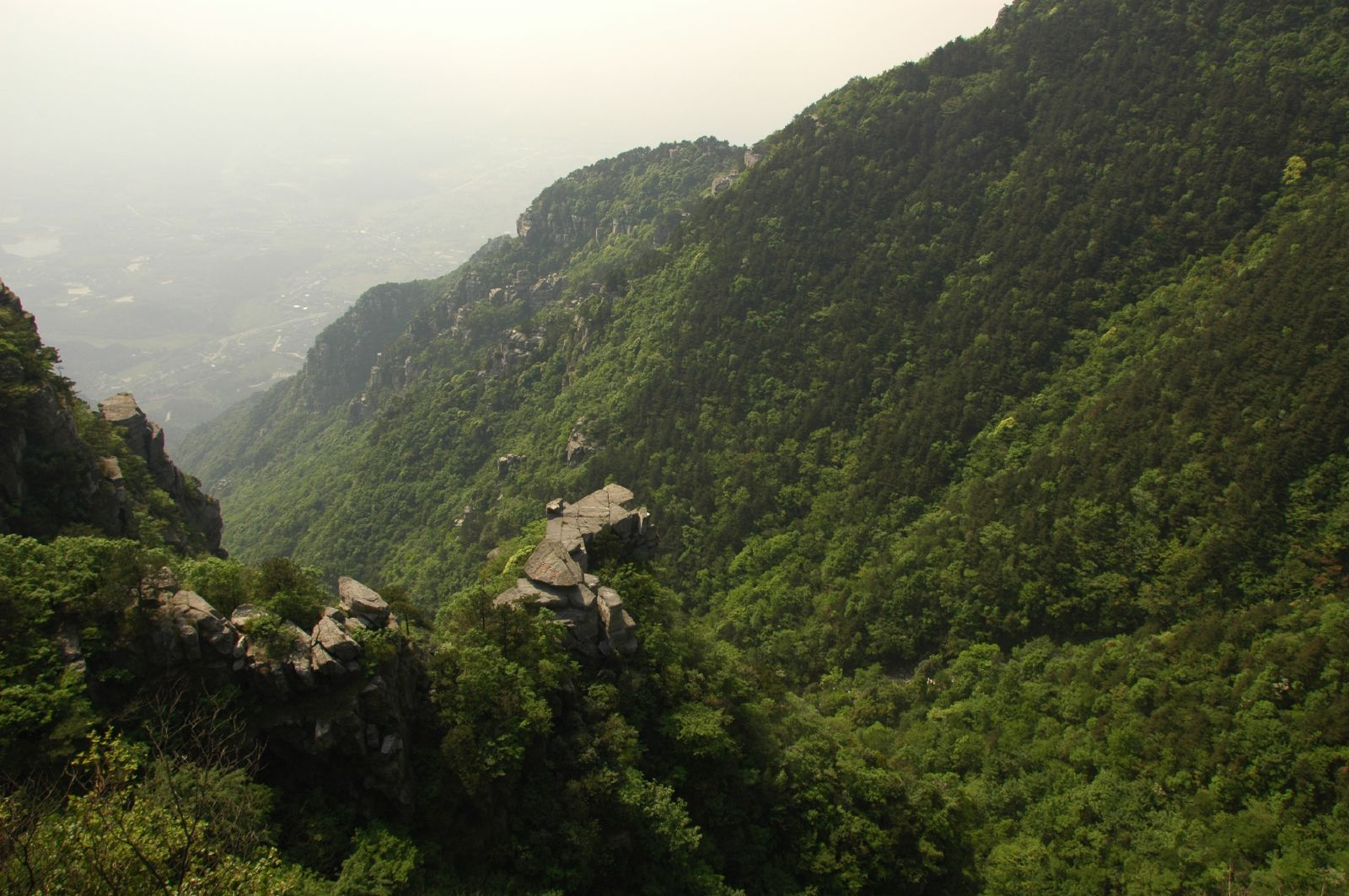
Beboste hellingen van de Lushan
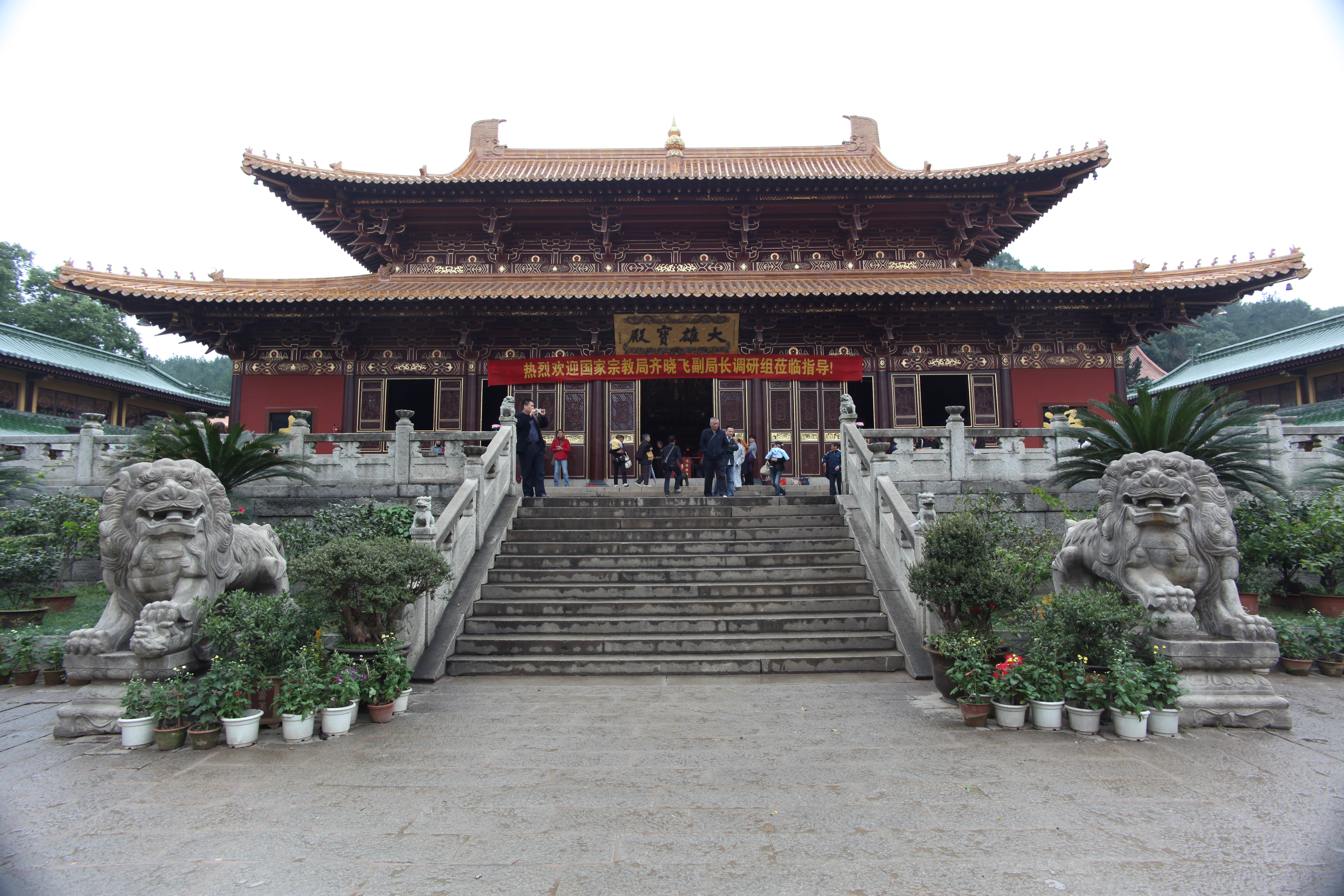
Donglintempel
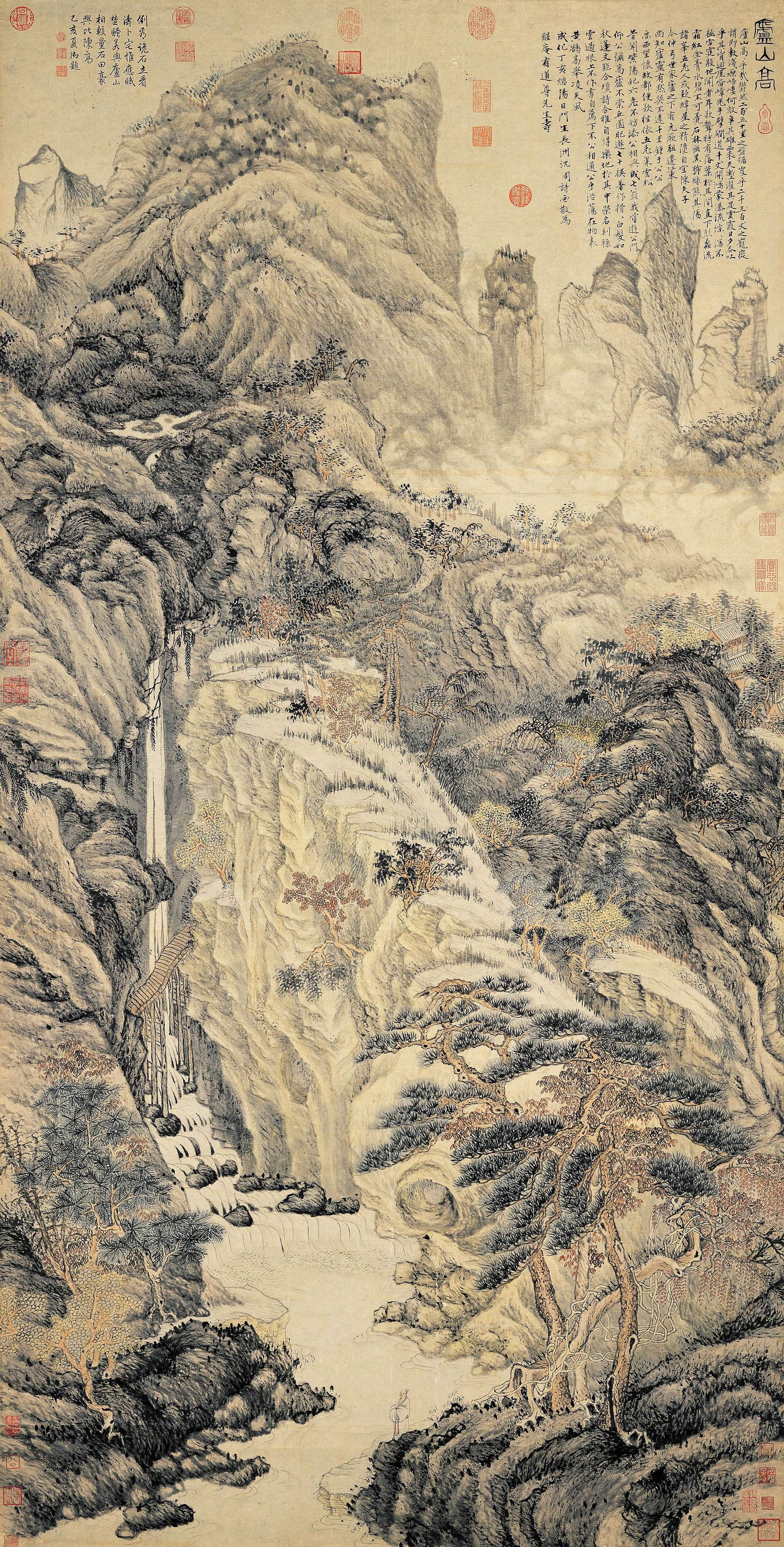
Schildering door Shen Zhou (1467, Ming-dynastie)
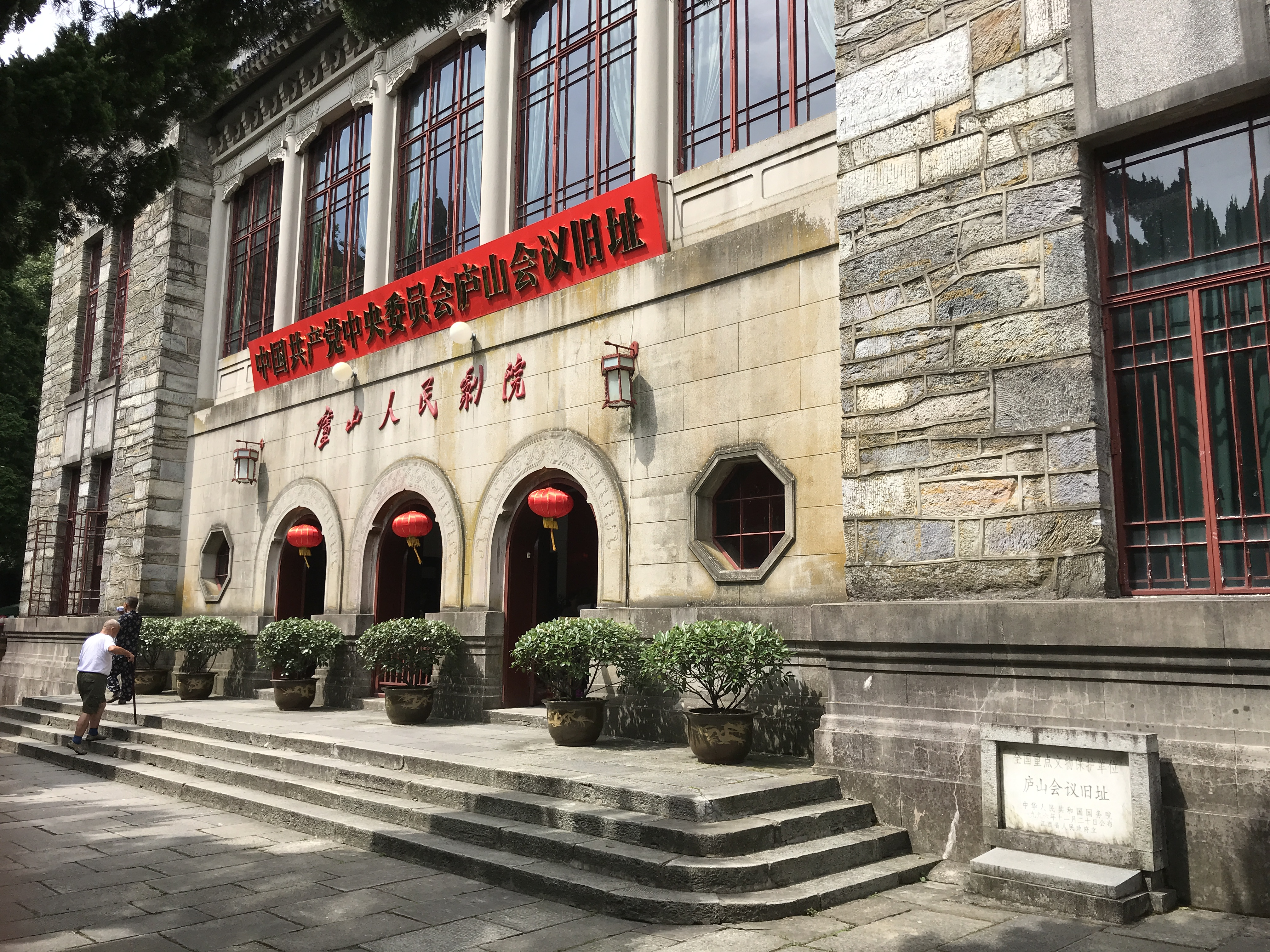
De hal die werd gebruikt voor de Lushan Conferentie

Chinese Muur · Heilige berg Taishan · Verboden Stad · Paleis van Mukden · Mogaogrotten · Mausoleum van de eerste Qin-keizer · Vindplaats van de Pekingmens in Zhoukoudian · Berglandschap van Huang Shan · Jiuzhaigou-vallei · Huanglong · Wulingyuan · Bergresidentie en afgelegen tempels van Chengde · Tempel en begraafplaats van Confucius en het huis van de familie Kong in Qufu · Oud gebouwencomplex in de Wudangbergen · Historisch ensemble van het Potala-paleis in Lhasa · Jokhangtempel · Norbulingkatempel · Nationaal park Lushan · Landschap rond de berg Emei, inbegrepen het gebied van de Grote Boeddha van Leshan · Oude stad Lijiang · Oude stad Pingyao · Suzhou · Zomerpaleis, een keizerlijke tuin in Peking · Tempel van de hemel, een keizerlijk offeraltaar in Peking · Rotssculpturen van Dazu · Wuyigebergte · Oude dorpen in zuidelijk Anhui - Xidi en Hongcun · Keizerlijke paleizen van de Ming- en Qing-dynastieën in Peking en Shenyang · Grotten van Longmen · Qingcheng en Dujiangyan-irrigatiesysteem · Grotten van Yungang · Beschermd gebied van drie parallelle rivieren in Yunnan · Hoofdsteden en graven van het oude koninkrijk Koguryo · Historisch centrum van Macau · Reservaten van de reuzenpanda in Sichuan · Yinxu · Diaolou en dorpen in Kaiping · Zuid-Chinese karstlandschap · Tulou in Fujian · Nationaal park Sanqingshan · Wutai Shan · Cultuurlandschap van het Westelijke Meer van Hangzhou · Tian Shan in Xinjiang · Cultuurlandschap van rijstterrassen van de Hani in Honghe · Het Grote Kanaal · Zijderoute: het wegennetwerk van de Chang'an-Tiensjancorridor · Sites van de Tusi · Cultuurlandschap met rotstekeningen van Zuojiang Huashan · Hubei Shennongjia · Qinghai Hoh Xil · Gulangyu: een historische internationale nederzetting · Fanjingshan · Archeologische ruïnes van de stad Liangzhu · Trekvogelreservaten langs de kust van de Gele Zee en de Golf van Bohai · Quanzhou
- Bibliotheek van het Japanse parlement: 00648227
- Virtual International Authority File: 246286756